# Nesapterus serratus
Nesapterus serratus är en skalbaggsart som beskrevs av Scott 1908. Nesapterus serratus ingår i släktet Nesapterus och familjen glansbaggar. Inga underarter finns listade i Catalogue of Life.